# Adam Heer von Rapperswil
Adam Heer von Rapperswil (* 1535 in Rapperswil; † 3. oder 4. Mai 1610 in St. Gerold) war von 1569 bis 1585 der 37. Abt des Benediktinerklosters Einsiedeln und Propst von St. Gerold.

## Herkunft und Familie

Das Wappen der Herren von (Neu-)Rapperswil nach 1210

Adam Heer stammte aus einem heute ausgestorbenen Bürgergeschlecht der Stadt Rapperswil. Geboren wurde er als Sohn des Rapperswiler Ratsherrn Johann Heer aus dessen Ehe mit einer Tochter von Joachim Am Grüth (oder von Greuth), gestorben 1527 in Rom auf einer Wallfahrt. Sein Grossvater mütterlicherseits war der Ratsschreiber der Stadt Zürich gewesen und hatte als erbitterter Gegner von Ulrich Zwingli gegolten. Sein Onkel Joachim Christof war 1549–1564 Abt von Muri, seine Tante Sophia seit 1548 Äbtissin in Tänikon, eine weitere Tante Meliora 1553–1599 Meisterin in Hermetswil.

## Leben

### Anfänge
1550 war Adam Heer Novize im Kloster Einsiedeln. 1553 trat er dem Stiftsverband von Einsiedeln bei und legte die Profess ab. Am 19. Mai 1554 empfing er die Subdiakonats-, am 9. März 1555 die Diakonatsweihe. Am 24. September 1558 wurde er zum Priester geweiht. Bald darauf wurde er Subprior in Einsiedeln, ein Amt, das er bis zu seiner Abtwahl bekleidete. Am 16. Juni 1569 wurde er in Gegenwart der Äbte von St. Gallen und Muri zum Abt von Einsiedeln gewählt, diese Wahl wurde in der Folge durch den Hl. Stuhl bestätigt.

### Abt von Einsiedeln
1569–1585 war Adam Heer Abt des Klosters Einsiedeln. Am 15. August 1569 erneuerte er als Abt das Burgrecht mit der Stadt Zürich, am 29. September 1569 erneuerte er das Schirmrecht mit Schwyz. Seit 1570 widmete er sich besonders der Erneuerung des klösterlichen Lebens in den zu Einsiedeln gehörigen Frauenklöstern Münsterlingen und Fahr. 1576 konnte er Fahr neu eröffnen, nachdem er für dieses zwei Nonnen aus Engelberg erbeten hatte. Ausserdem förderte er die Wallfahrten und versuchte in den Herrschaftsgebieten von Einsiedeln die Reformierten für die katholische Kirche zurückzugewinnen.
Nachdem die Klosterprivilegien von Einsiedeln durch das Konzil von Trient hinterfragt worden waren, reiste Abt Adam im Winter 1574–1575 zu Verhandlungen nach Rom, was er mit einer Wallfahrt dorthin verband. Nach einem Grossbrand, der am 24. Mai 1577 das Dorf und das Kloster Einsiedeln zerstörte, leitete er unverzüglich den Wiederaufbau des Klosters ein.
Schon seit 1571 hatten sich die Beziehungen zwischen Abt Adam und dem Rat von Schwyz wesentlich verschlechtert. Die Kosten für den Wiederaufbau dürften die bereits angespannte Lage verschärft haben, in der Folge kam es zur Anklage wegen angeblicher sittlicher Verfehlungen und Missständen in der klösterlichen Finanzverwaltung, die zur Folge hatten, dass Abt Adam 1579 vorübergehend in Haft genommen wurde. Nach einer Verurteilung wurde er durch den päpstlichen Nuntius Giovanni Francesco Bonomi am 11. Juli 1580 von seiner Abtwürde für mehrere Jahre suspendiert. In der Folge wurde ihm die Resignation als Abt von Einsiedeln nahegelegt. Unter dem Druck des Kapitels und des Rats von Schwyz resignierte er im Jahr 1585, die Resignationsurkunde ist nicht erhalten.

### Propst von St. Gerold
Seit dem Sommer 1579 hielt sich Abt Adam in der zu Einsiedeln gehörigen Propstei St. Gerold auf, wo er zunächst unter die Aufsicht des Propstes P. Mauritius gestellt war. Bereits 1580 wurde ihm jedoch von Nuntius Bonomi die Verwaltung der Propstei übertragen. Unter seiner Leitung wurden die in der Romanik erbauten Gebäude der Propstei im Stil des Frühbarocks (mit Elementen der Renaissance) aus- und umgebaut. 1590 liess Abt Adam hier ein Hochgrab zu Ehren des Hl. Gero errichten. Von diesem Hochgrab, das 1965 entfernt wurde, ist allerdings nur die Grabplatte erhalten geblieben, die sich heute in der Krypta befindet, womit er dessen Verehrung und die Wallfahrt förderte. 1594 liess er im östlichen Trakt der Propstei die Bibliothek und 1602/03 eine Privatkapelle erbauen.
In St. Gerold erwies sich der Abt aber nicht nur als erfolgreicher Bauherr, sondern auch als tüchtiger Verwalter und zeichnete sich durch eine vorbildliche Lebensführung aus. Er stiftete dort die sogenannte St. Gerolds- oder Spend-Bruderschaft und machte sich auch als Wohltäter verdient. Nach seinem Tod blieb er der dortigen Bevölkerung als „heiligmässiger Mann“ in Erinnerung.